# Pomnik Marcina Lutra w Bielsku-Białej
Pomnik Marcina Lutra – pomnik zlokalizowany w Bielsku-Białej, na placu Marcina Lutra. Znajduje się w centrum tak zwanego Bielskiego Syjonu, w sąsiedztwie ewangelickiego Kościoła Zbawiciela. Jest to obecnie jedyny w Polsce pomnik Marcina Lutra.
2,5-metrowa, ważąca 690 kilogramów, sylwetka reformatora (w pełnej postaci, ubranego w togę z gestem wyciągniętych do przodu, trzymających Biblię, rąk) została wykonana przez wiedeńskiego rzeźbiarza Franza Vogla. Stoi ona na granitowym cokole zbudowanym przez miejscowego kamieniarza Theodora Grögera. Bielski pomnik został odsłonięty 8 września 1900, po trzech latach od powołania komitetu jego budowy.

## Historia

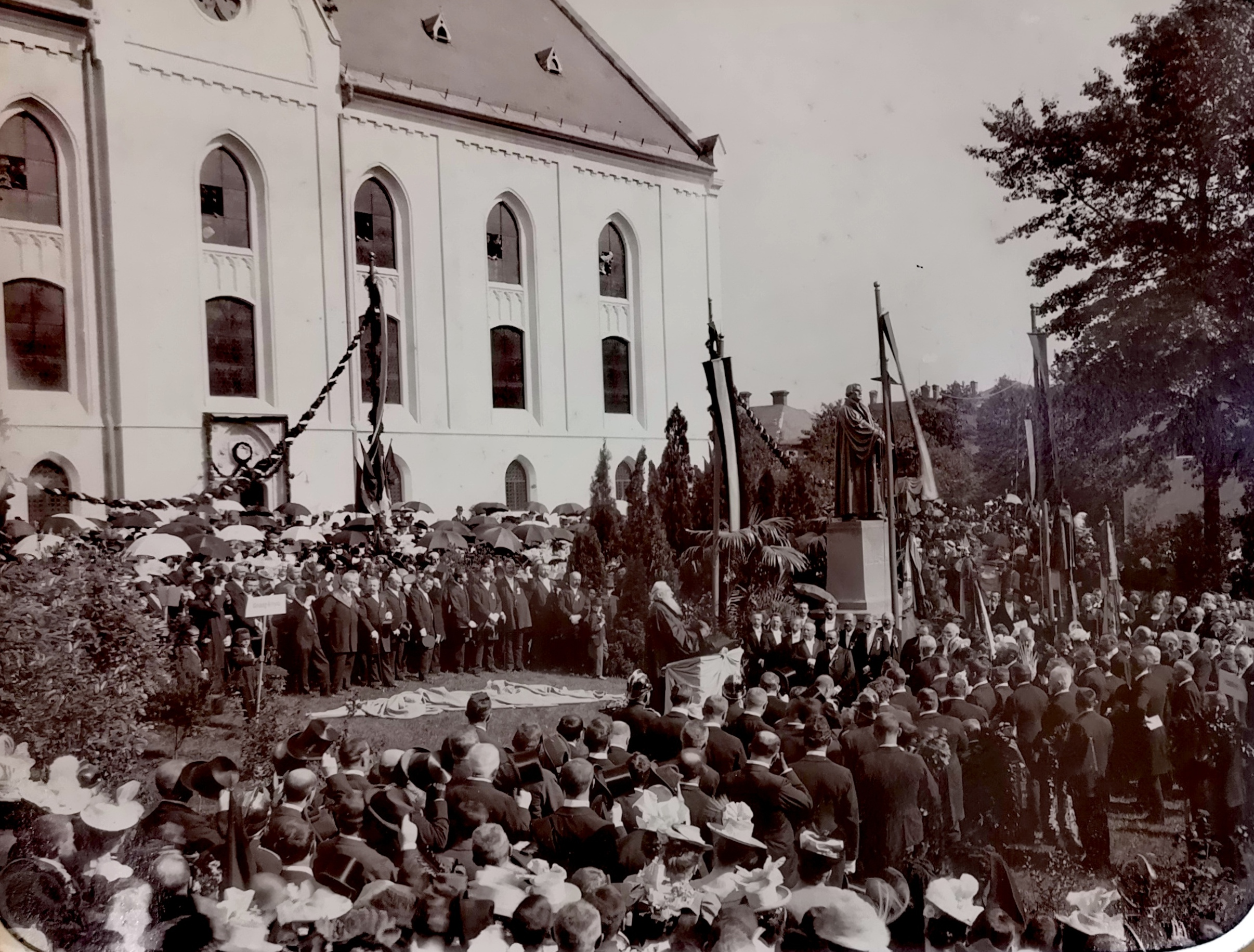
Ceremonia odsłonięcia pomnika

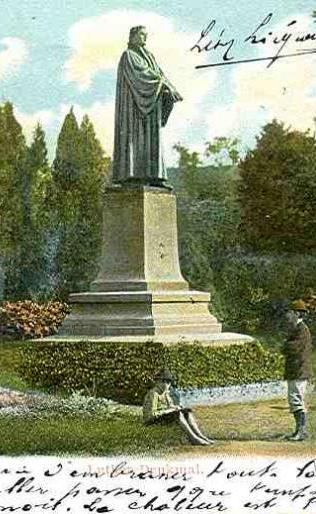
Pomnik na pocztówce z 1901

Pomysł wystawienia w Bielsku pomnika Lutra wyszedł od właściciela fabryki włókienniczej w Aleksandrowicach Heirlicha Wilhelma Förstera. Został on zaakceptowany przez bielską parafię ewangelicką Zbawiciela. Konkretne rozmowy na temat powstania pomnika miały jednak miejsce dopiero w 1897. Wówczas pomysł Förstera stał się popularny wśród mieszkańców miasta (w większości ewangelików).
Oficjalny projekt wystawienia pomnika przedstawiony został 10 listopada 1897, na zebraniu członków parafii. Uznano, że pomnik „doda honoru zborowi i stanie się ozdobą Bielska”, postanawiając jednocześnie nie kopiować istniejących już wizerunków Lutra. Na tym samym zebraniu powołano Wydział dla Wzniesienia Pomnika Marcina Lutra, na czele którego stanął Adolf Mänhardt senior, wicekurator zboru.
Pieniądze na budowę pochodziły przede wszystkim z darów członków parafii i sprzedaży „cegiełek” z wizerunkiem pomnika, a w mniejszym stopniu także środków gmin ewangelickich w Warszawie i Tomaszowie Mazowieckim, do których parafia Zbawiciela zwróciła się o pomoc.
W 1899, kiedy zgromadzona była już większa część funduszy, Wydział rozpisał konkurs na model pomnika. Z trzech zgłoszonych projektów – rzeźbiarza E. Hegenbartha, twórcy pomnika w Ašu Ignatza Rössnera oraz rzeźbiarza Franza Vogla – wybrano projekt tego ostatniego, odlanie rzeźby powierzono wiedeńskiej filii zakładu metalurgicznego Arthura Kruppa z Berndorf, natomiast wykonanie granitowego cokołu zlecono bielskiej firmie kamieniarskiej Theodora Grögera. Miejsce postawienia pomnika – plac przed kościołem Zbawiciela – wybrał sam Vogl. On też zaprojektował otaczającą go zieleń.
Przygotowania do uroczystości odsłonięcia pomnika rozpoczęły się w maju 1900. 11 maja w ustalonym miejscu ustawiono granitowy cokół. Początkiem września rozpoczęła się dekoracja placu, na terenie miasta porozlepiano plakaty informujące o uroczystości, a w prasie pojawiły się ogłoszenia i artykuły na ten temat. 6 września tradycyjnym wieczorem familijnym urządzonym w Strzelnicy w Parku Jubileuszowym im. Franciszka Józefa (dzisiejsza siedziba Bielskiego Centrum Kultury), na którym pastor Artur Schmidt wygłosił mowę dotyczącą roli protestantyzmu w Austro-Węgrzech, rozpoczęły się uroczystości. Następnego dnia, odbyło się zebranie Głównego Związku Ewangelickiego Stowarzyszenia Gustawa Adolfa oraz przedstawienie teatralne Hansa Herriga pod tytułem Martin Luther. Festspiel. Główne uroczystości rozpoczęły się jednak dopiero 8 września, w sobotę. O 8:30 z wieży kościelnej zabrzmiała melodia grana przez miejską orkiestrę, po czym ruszył pochód, przechodzący przez, przygotowaną wcześniej, bramę ceremonialną. Pastor Schmidt wygłosił przemówienie, w którym przedstawił historię pomnika. W końcowej części głos zabrał prezes Wydziału dla Wzniesienia Pomnika, który poprosił o przyjęcie przez zbór pomnika i „sprawowanie nad nim nadzoru po wsze czasy”. Po wszystkich przemówieniach pod pomnikiem złożone zostały wieńce, a uczestnicy uroczystości udali się na drugie nabożeństwo.
Początkowo duże kontrowersje wzbudzał wygląd pomnika, gdyż twarz Lutra z pomnika znacznie odbiega od rzeczywistego wyglądu duchownego. W zamyśle autora nie było jednak dokładne oddanie fizjonomii Lutra, tylko ukazanie idei: bohaterstwa, heroizmu ducha, wielkości, potęgi miasta i dumy narodowej. Wygląd pomnika został szybko zaakceptowany, a monument stał się symbolem miasta i ewangelików na Śląsku Cieszyńskim.
W 1945 nieliczne pomniki Marcina Lutra w Polsce (między innymi pomnik w Gdańsku i pomnik w Brzegu) zostały usunięte. Wyjątkiem był pomnik w Bielsku-Białej, który został ostrzelany przez radzieckich żołnierzy, nie został jednak całkowicie zlikwidowany, przez co jest dziś jedynym jego pomnikiem w Polsce.